# Argiope pulchelloides
Argiope pulchelloides är en spindelart som beskrevs av Yin et al. 1989. Argiope pulchelloides ingår i släktet Argiope och familjen hjulspindlar. Inga underarter finns listade i Catalogue of Life.